# Stadiumi Zeqir Ymeri
Stadiumi Zeqir Ymeri – stadion piłkarski w mieście Kukës, w Albanii. Obiekt może pomieścić 5000 widzów. Swoje spotkania rozgrywają na nim piłkarze klubu FK Kukësi.
W miejscu obecnego stadionu istniało dawniej boisko piłkarskie, znane pod nazwą „Stadiumi Përparimi”. Obiekt znacząco rozbudowano latem 2012 roku, po tym jak klub piłkarski FK Kukësi po raz pierwszy w historii awansował do najwyższej klasy rozgrywkowej. Prace przebiegły w rekordowym tempie dwóch miesięcy. Arenie nadano imię miejscowego piłkarza, Zeqira Ymeriego. Już kilka lat wcześniej obiekt wyposażono w boisko ze sztuczną murawą. W sezonie 2016/2017 FK Kukësi zdobył mistrzostwo Albanii. W 2019 roku rozpoczęto przebudowę stadionu, po ukończeniu której ma on pomieścić 8000 widzów i spełniać normy UEFA do organizacji spotkań międzynarodowych (dotąd swoje mecze w rozgrywkach europejskich FK Kukësi musiał rozgrywać w Tiranie, Elbasanie lub Szkodrze).
30 listopada 2012 roku, podczas meczu sparingowego drużyn młodzieżowych z Kukësu i Prizrenia, 17-letni piłkarz z Kukësu, Ilirjan Thaçi zasłabł w trakcie spotkania. Mimo udzielenia pomocy medycznej i przewiezienia do szpitala, zawodnik zmarł. 26 lutego 2017 roku, w trakcie meczu ligowego FK Kukësi z Partizani Tirana (0:0), kibice gości zniszczyli większość krzesełek w swoim sektorze.